# Солунски киномузей
Солунският киномузей (на гръцки: Μουσείο Κινηματογράφου Θεσσαλονίκης) е музей в град Солун, Гърция.
Музеят е основан в 1995 година, когато Солун става европейска столица на културата и когато се честват 100 години кино. Разположен е в Пристанищните складове. Музеят е първият, посветен на киното в Гърция, работи под ръководството на Министерството на културата и е самостоятелна част от Международния солунски кинофестивал.
Целта му е да събира, пази и копира кинозабележителностите на Гърция. Музеят организира учебни и изследователски програми в сътрудничество с други музеи за изучаване и документиране на предмети, свързани с киното.